# La Bellevilloise

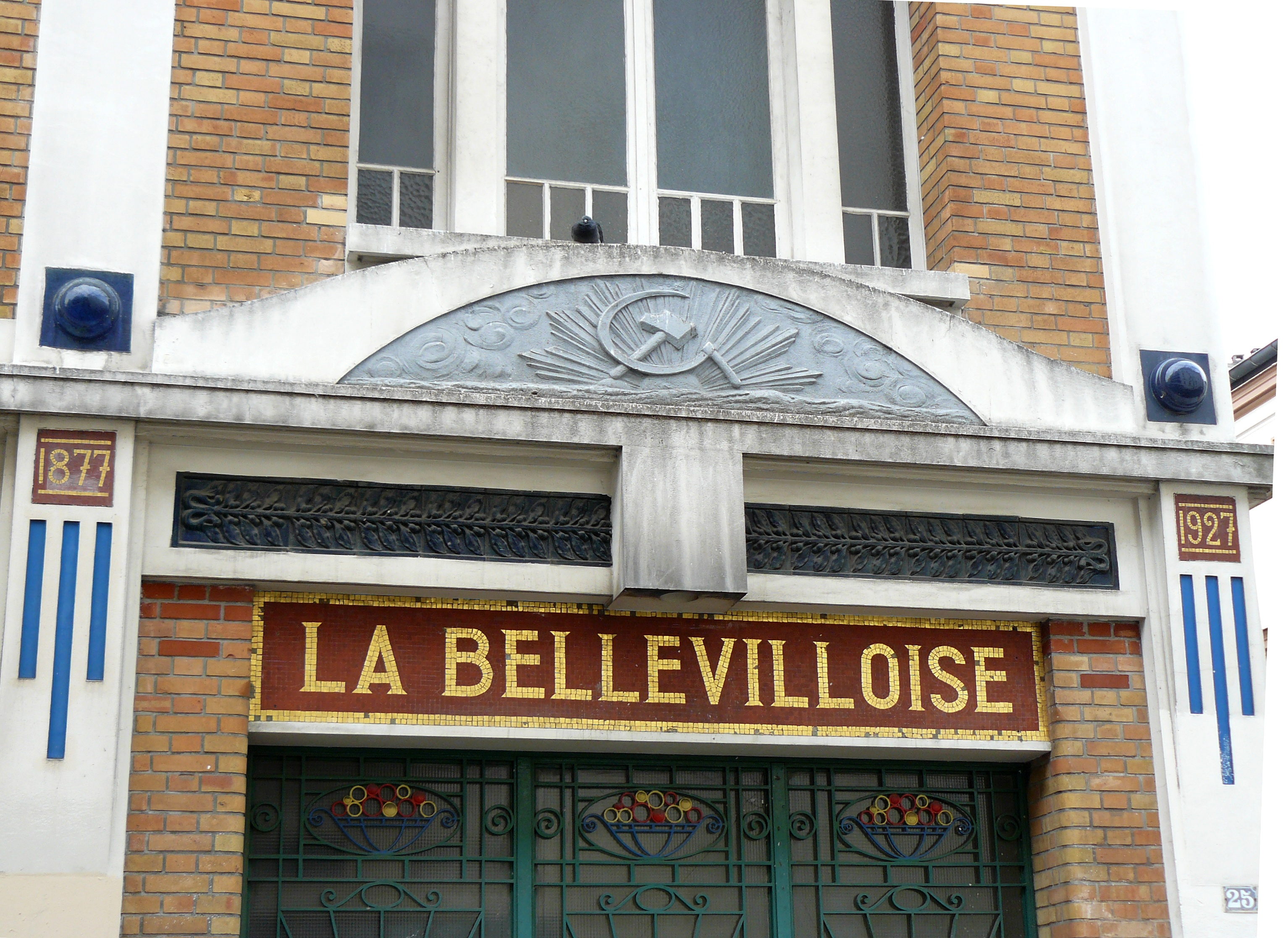
Fachada de la Maison du Peuple" calle Boyer, París

La Bellevilloise  es una sala de conciertos, exposiciones y reuniones, situada en el XX Distrito de París.
Originariamente se trataba de una cooperativa de trabajadores, que funcionó desde 1877 hasta 1936. Permitió a sus miembros comprar alimentos o productos de primera necesidad a precios reducidos en decenas de tiendas ubicadas en los distritos 19 y 20 de París.
Más tarde, comenzó a ofrecer otros servicios y actividades sociales, educativas y culturales: los dispensarios, un patronato laico, espectáculos teatrales y de música, una universidad popular que ofrecía disciplinas variadas, por ejemplo, cursos de esperanto .
El edificio en los números 19-21, de la rue Boyer, llamada la « Maison du peuple » (Casa del Pueblo) fue construido en 1908-1910 sobre los planes del arquitecto Emmanuel Chaine . Había una tienda, una cafetería, salas de reuniones, incluyendo una sala grande en la planta primera, donde Jean Jaurés y otros políticos celebraron reuniones públicas.
Este edificio se encuentra de nuevo abierto al público después de haber sido reformado y alberga conciertos, exposiciones, reuniones y eventos varios.
En este espacio se realizan desde 2007 las llamadas Noches de la Cebra - en francés: Nuits Zébrées - donde han participado diferentes músicos , entre ellos : 	Dub Pistols, Micky Green, Yael Naïm, Telepopmusik, Outlines, Keren Ann, Trojan Sound System, Grand National o Elisa do Brazil, entre otros